# Канторов, Александр (пианист)
Алекса́ндр Канторо́в (фр. Alexandre Kantorow; род. 20 мая 1997, Клермон-Ферран, Франция) — французский пианист, обладатель I премии и гран-при XVI Международного конкурса имени П. И. Чайковского (2019).

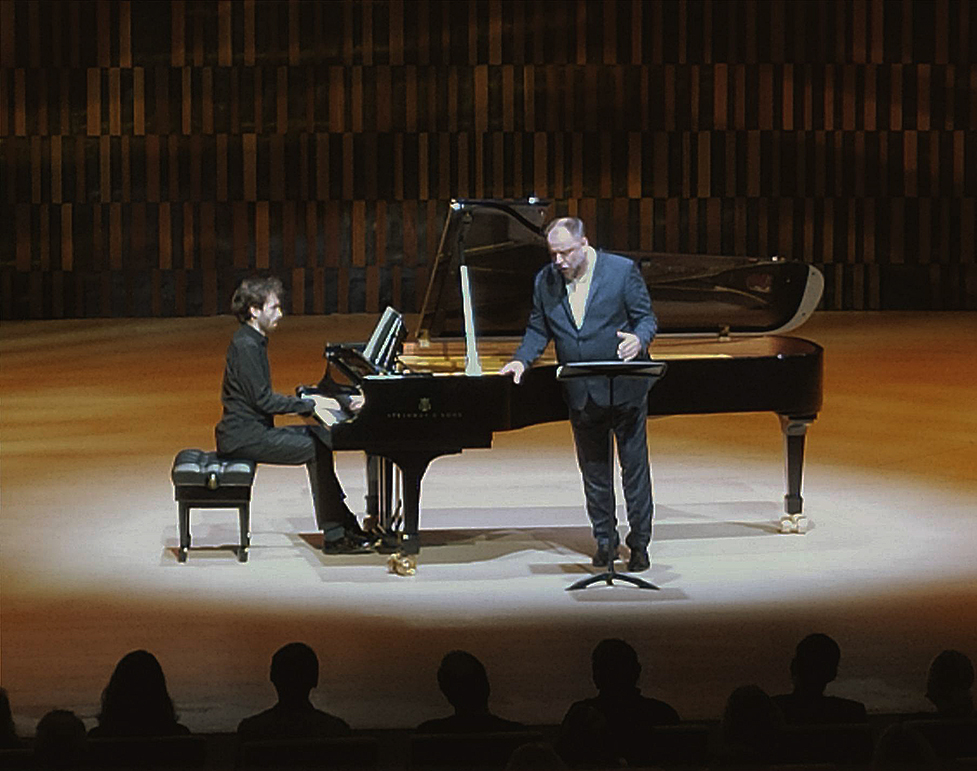
Александр Канторов и немецкий певец Маттиас Гёрне выступают в московском концертном зале «Зарядье», декабрь 2021

## Биография
Александр Канторов родился в семье музыкантов: отец — Жан-Жак Канторов — французский скрипач и дирижёр, мать — скрипачка. Когда Александру было 2 года, семья переехала в пригород Парижа Монморанси.
Александр начал занятия фортепиано в возрасте 5 лет в Консерватории Сержи-Понтуаз с Домиником Кимом (в чьем классе занимался до восьми лет). Следующие три года обучался в Консерватории X округа Парижа (Консерватории им. Гектора Берлиоза). В 11 лет начал обучение у Пьера Алена Волонда, в 1983 году ставшего лауреатом Международного конкурса имени Королевы Елизаветы. Продолжил занятия в Schola Cantorum у Игоря Лазько, затем в Парижской консерватории у Франка Брале и Харуко Уэда. В настоящее время обучается во французской частной консерватории École normale de musique de Paris в Париже в классе Рены Шерешевской.
В 2019 году получил первую премию, золотую медаль и гран-при XVI Международного конкурса имени П. И. Чайковского, в финале исполнив Второй концерт для фортепиано с оркестром Чайковского и Второй концерт для фортепиано с оркестром Брамса. Стал первым французом в истории конкурса Чайковского, одержавшим на нём победу.

## Творчество
Александр Канторов начал активную концертную деятельность в юном возрасте. В 16 лет был приглашен на фестиваль «Безумный день» в Нанте и Варшаве, где выступал с симфоническим оркестром Sinfonia Varsovia.
С тех пор пианист сотрудничает со многими известными оркестрами (среди них Осакский филармонический оркестр (с Огюстэном Дюмэ), Льежский филармонический оркестр, Национальный симфонический оркестр Тайваня, Национальный симфонический оркестр Колумбии, Национальный оркестр Капитолия Тулузы) и становится участником престижных фестивалей (Фестиваль Ла-Рок-д’Антерон, Фестиваль Шопена в Париже, Piano aux Jacobins). В возрасте 17-ти лет выступал в Парижской филармонии в сопровождении Оркестра Падлу, в 18 дал сольный концерт в здание Фонда Луи Виттон. Выступает на сценах ведущих концертных залов: Консертгебау в Амстердаме, Концертхаус в Берлине, Центре изящных искусств в Брюсселе и др.

## Дискография
- 2014, январь — Sonates françaises
- 2015, июнь — Liszt: Piano Concertos & Malédiction
- 2017, апрель — А́ la russe с произведениями Чайковского, Рахманинова, Стравинского и Балакирева
- 2019, апрель — Saint-Saëns — Piano Concertos Nos 3, 4 & 5  l’Egyptien